# ماريو كارت 7
ماريو كارت 7 (بالإنجليزية: Mario Kart 7)‏ (باليابانية: マリオカート7) هي لعبة فيديو سباقات تم إنتاجها في سنة 2011، تم تطويرها من قبل شركة نينتندو إنترتينمنت أنالسيس أند دفيلوبمنت وريترو ستوديوز ومن توزيع شركة نينتندو، اللعبة عبارة سباق طريف بين شخصيات سوبر ماريو.

## روابط خارجية
- ماريو كارت 7 على موقع IMDb (الإنجليزية)